# Gongromastix
Gongromastix is een muggengeslacht uit de familie van de galmuggen (Cecidomyiidae).

## Soorten
- G. angustipennis (Strobl, 1902)
- G. epista Pritchard, 1951
- G. ignigena Jaschhof, 2001
- G. incerta Jaschhof, 2001
- G. schalis Pritchard, 1951